# Ville-Saint-Jacques
Ville-Saint-Jacques är en kommun i departementet Seine-et-Marne i regionen Île-de-France i norra Frankrike. Kommunen ligger i kantonen Moret-sur-Loing som tillhör arrondissementet Fontainebleau. År 2022 hade Ville-Saint-Jacques 811 invånare.

## Befolkningsutveckling
Antalet invånare i kommunen Ville-Saint-Jacques
| Referens: INSEE |